# Clypeola ciliata
Clypeola ciliata är en korsblommig växtart som beskrevs av Pierre Edmond Boissier. Clypeola ciliata ingår i släktet Clypeola, och familjen korsblommiga växter. Inga underarter finns listade i Catalogue of Life.